# Stor-Sjöändtjärnen
Stor-Sjöändtjärnen är en sjö i Bergs kommun i Jämtland och ingår i Indalsälvens huvudavrinningsområde.